# CMLL Sin Salida
CMLL Sin Salida es un evento anual de pago por visión producido por la empresa de lucha libre profesional Consejo Mundial de Lucha Libre. 
Hasta la fecha, CMLL ha realizado tres espectáculos con fecha de Sin Salida, uno en 2009 en diciembre y eventos en 2010 y 2013 que se celebraron en junio de esos años.

## Fechas y lugares
| Evento            | Fecha                   | Lugar | Estadio      | Evento principal                               |
| ----------------- | ----------------------- | --- | ------------ | ---------------------------------------------- |
| Sin Salida (2009) | 4 de diciembre de 2009  | Ciudad de México | Arena México | El Texano Jr. y El Terrible vs. Yujiro y Naito |
| Sin Salida (2010) | 6 de junio de 2010      | Máximo vs. Taichi |              |                                                |
| Sin Salida (2013) | 3 de junio de 2013      | Aéreo vs. Bam Bam vs. Demus 3:16 vs. Eléctrico vs. Fantasy vs. Mercurio vs. Pequeño Black Warrior vs. Pequeño Nitro vs. Pequeño Violencia vs. Shockercito |              |                                                |
| Sin Salida (2015) | 17 de julio de 2015     | Último Guerrero vs. Rey Escorpión |              |                                                |
| Sin Salida (2017) | 25 de diciembre de 2017 | Starman vs. El Hijo del Signo vs. Raziel vs. Cancerbero vs. Fiero vs. Nitro, Oro Jr. vs. Pegasso vs. Star Jr. vs. Templario                               |              |                                                |

## Resultados

### 2015
Sin Salida 2013 tuvo lugar el 17 de julio de 2015 desde la Arena México en Ciudad de México.
- Ángel de Oro y Stuka Jr. derrotaron a La Comando Caribeño (Comandante Pierroth & Misterioso Jr.).
  - Oro cubrió a Misterioso.
- La Amapola, Dalys la Caribeña y Zeuxis derrotaron a Dark Angel, Estrellita y Princesa Sugehit.
  - Caribeña cubrió a Angel después de un «Roll Up».
- Delta derrotó a Hechicero en la primera ronda de En Busca de un Ídolo 2015.
  - Delta cubrió a Hechicero después de un «Mongolian chop».
- Esfinge derrotó a Canelo Casas en la primera ronda de En Busca de un Ídolo 2015.
  - Esfinge cubrió a Casas después de un «Nudo Egipico».
- Los Hijos del Infierno (Ephesto & Mephisto) y Negro Casas derrotaron a El Sky Team (Místico & Valiente) y Dragon Lee.
  - Casas cubrió a Místico después de un «La Casita».
- Los Ingobernables (Marco Corleone, La Sombra & Rush) derrotaron a Atlantis, Diamante Azul y Volador Jr.
  - Rush cubrió a Azul después de un «Low Blow».
- Último Guerrero derrotó a Rey Escorpión en una Lucha de Cabellera vs. Cabellera.
  - Guerrero cubrió a Escorpión después de un «Guerrero Special».
  - Como consecuencia, Rey Escorpión fue rapado.

### 2017
Sin Salida 2017 tuvo lugar el 16 de septiembre de 2017 desde la Arena México en Ciudad de México.
- Pequeño Nitro y Pierrothito derrotaron a Shockercito y Último Dragoncito.
  - Nitro cubrió a Shockercito.
- Princesa Sugehit, Marcela y La Jarochita derrotaron a Dalys, Zeuxis y Tiffany.
  - Marcela cubrió a Dalys.
- Ángel de Oro, Blue Panther Jr. y Niebla Roja derrotaron a El Terrible, Hechicero y Rey Bucanero
  - Roja cubrió a Bucanero.
- Kraneo, Comandante Pierroth y Sam Adonis derrotaron a La Peste Negra (El Felino, Mr. Niebla & Negro Casas).
  - Pierroth cubrió a Casas.
- Starman derrotó a El Hijo del Signo en un Steel Cage de Apuestas.
  - Starman eliminó finalmente a El Hijo del Signo, ganando la lucha.
  - También lucharon Raziel, Cancerbero, Fiero, Nitro, Oro Jr., Pegasso, Star Jr. y Templario.
  - Como consecuencia, El Hijo del Signo perdió su máscara.
  - La identidad de El Hijo del Signo era: el luchador se llama Marco Antonio Sánchez Rodríguez.